# Balladynopsis sivanesanii
Balladynopsis sivanesanii är en svampart som beskrevs av Hosag. & Manojk. 2004. Balladynopsis sivanesanii ingår i släktet Balladynopsis och familjen Parodiopsidaceae.   Inga underarter finns listade i Catalogue of Life.